# Bajocero
Bajocero es una película española de 2021, del género acción, aventura, terror y thriller, dirigida por Lluís Quílez y protagonizada por Javier Gutiérrez, Luis Callejo y Karra Elejalde.

## Sinopsis
En una fría noche de invierno, en una carretera en mitad de la nada, un furgón policial blindado es asaltado durante un traslado de presos desde la prisión de Soria a la de Cuenca. Alguien está buscando a un preso de su interior. Martín, el policía conductor del furgón, consigue atrincherarse dentro del cubículo blindado con los reclusos. Obligado a entenderse con sus enemigos y compañeros de viaje, Martín tiene que sobrevivir y cumplir con su deber en una larga noche en la que se pondrán a prueba incluso sus principios.

## Reparto
- Javier Gutiérrez - Martín
- Karra Elejalde - Miguel
- Luis Callejo - Ramis
- Patrick Criado - Nano
- Andrés Gertrúdix - Golum
- Isak Férriz - Montesinos
- Miquel Gelabert - Pardo
- Édgar Vittorino - Rei
- Florin Opritescu - Mihai
- Àlex Monner - Chino
- Ángel Solo - Policía mayor
- Marc Padró - Policía joven
- Francisco Izquierdo - Geo 1